# معركة بول رن الأولى
معركة بول رن الأولى (بالإنجليزية: First Battle of Bull Run)‏ وتسمى أيضا معركة ماناساس الأولى (بالإنجليزية: Battle of First Manassas)‏، كانت أولى المعارك الكبرى في الحرب الأهلية الأمريكية. وقعت المعركة في 21 يوليو 1861 بين قوات الإتحاد وجيش الولايات الكونفدرالية في مقاطعة برينس ويليام ، فيرجينيا ، شمال مدينة ماناساس وحوالي 30 ميلاً غرب - جنوب غرب من واشنطن العاصمة. كانت قوات الاتحاد بطيئة في تمركزها ، مما سمح بوصول تعزيزات من جيش الولايات الكونفدرالية بالسكك الحديدية. امتلك كل جانب حوالي 18,000 جندي ضعيف التدريب وقيادة ضعيفة في معركتهم الأولى. لقد كان انتصارًا كونفدراليًا ، تلاه انسحاب غير منظم لقوات الاتحاد.
بعد أشهر قليلة من بدء معركة فورت سمتر ، قام سكان الشمال بمسيرة ضد العاصمة الكونفدرالية ريتشموند ، فيرجينيا ، والتي كان من المتوقع أن تضع نهاية مبكرة للكونفدرالية. وبسبب تعرضه لضغوط سياسية فقد قاد الضابط إيرفين ماكدويل جيش الاتحاد غير المتمرس عبر نهر بول رن [الإنجليزية]ضد الجيش الكونفدرالي عديم الخبرة بقيادة الضابط بيير بيوريغارد  بي جي تي بيوريجارد الذي كان يخيم بالقرب من تقاطع ماناساس. 
الخطة الطموحة التي وضعها ماكدويل للقيام بهجوم مفاجئ على الجناح الأيسر  لجيش الولايات الكونفدرالية تم تنفيذها بشكل سيء ؛ ومع ذلك ، فإن  جيش الولايات الكونفدرالية ، الذي كان يخطط لمهاجمة الجناح الأيسر للاتحاد ، وجد نفسه في وضع غير مؤات من البداية.
تعرض كلا الجيشين لقتال العنيف وخسرا العديد من الضحايا وأدركا أن الحرب ستكون أطول وستكون أكثر دموية مما توقعه أي منهما. أبرزت معركة بول رن الأولى العديد من المشكلات وأوجه القصور التي كانت نموذجية للسنة الأولى من الحرب. كانت الوحدات تحارب بشكل مجزأ ، وكانت الهجمات أمامية ، وفشلت المشاة في حماية المدفعية المكشوفة ، وكان الذكاء التكتيكي في حده الأدنى ، ولم يكن أي من القادة قادرين على استخدام قوته بالكامل بشكل فعال. امتلك ماكدويل  قوة قوامها 35000 رجل ، ولكن العدد الحقيقي للمحاربين كان 18000 فقط ، أما القوات الكونفدرالية المشتركة فكان قوماها 32000 رجل ، شارك منها 18000 رجل فقط في المعركة أيضًا.